# Логошур (Ярский район)
Логошур (удм. Талигурт) — деревня в Ярском районе Удмуртии, входит в состав Ворцинского сельского поселения.

## География
Деревня расположена на высоте 214 м над уровнем моря.

### Часовой пояс
Деревня Логошур, как и вся Удмуртская Республика, находится в часовой зоне МСК+1. Смещение применяемого времени относительно UTC составляет +4:00.

## Улицы
В селе имеются две улицы: Молодёжная и Садовая.

## Население
| 2010 | 2012 |
| ---- | ---- |
| 19   | →19  |